# Paul Schuster (Autor)

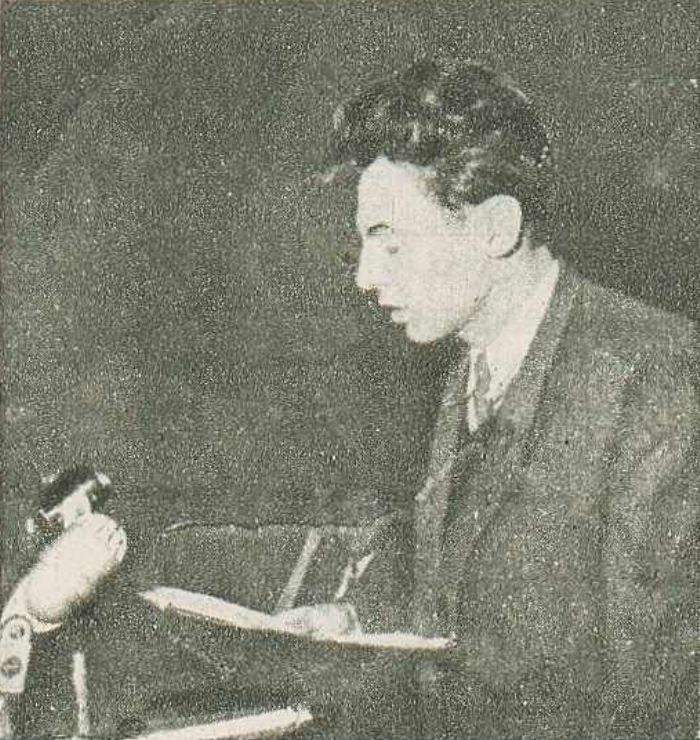
Paul Schuster (1956)

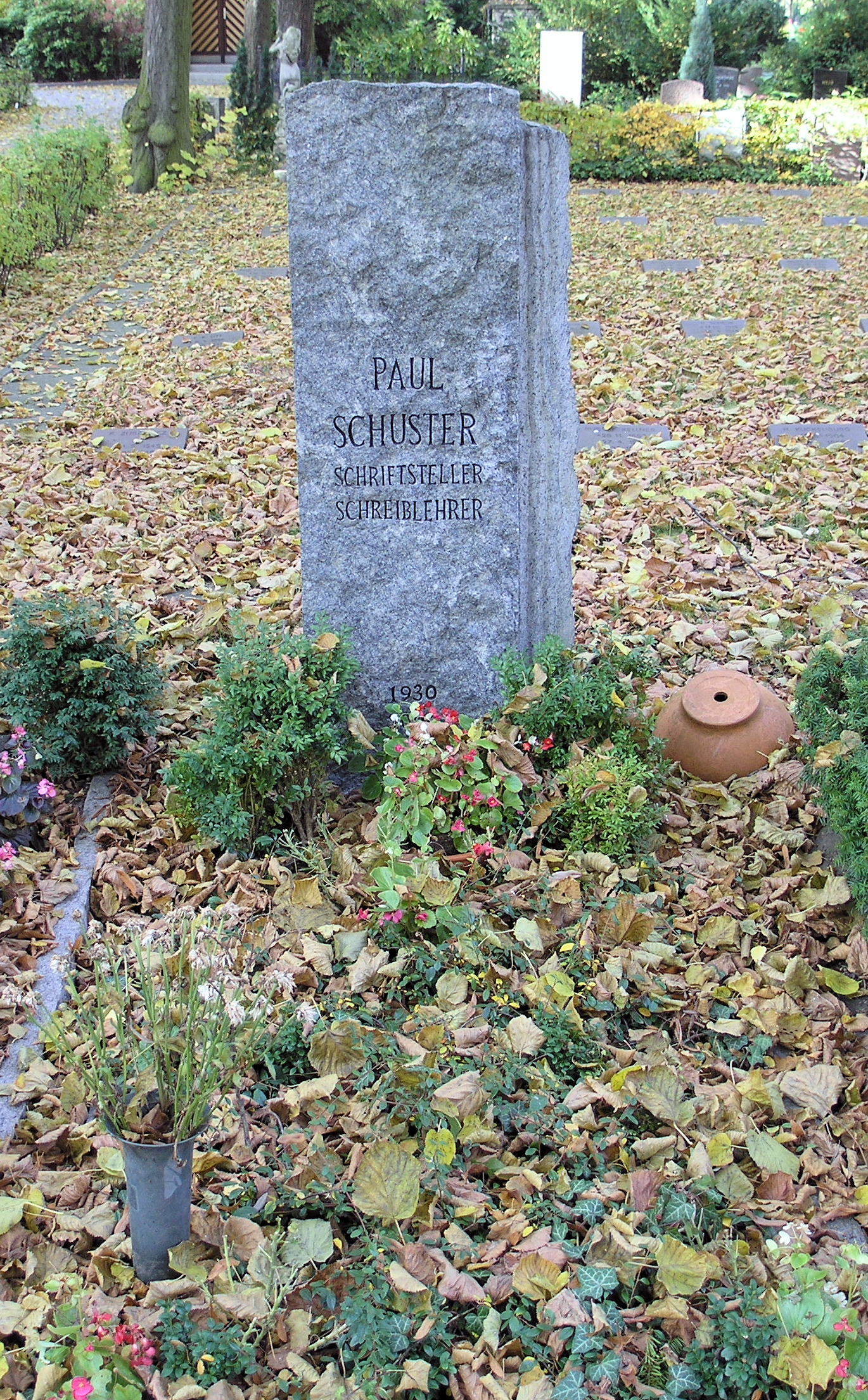
Grabstätte, Stubenrauchstraße 43–45, in Berlin-Friedenau

Paul Schuster (* 20. Februar 1930 in Hermannstadt, Rumänien; † 5. Mai 2004 in Berlin) war ein deutscher Schriftsteller, Übersetzer und Redakteur.

## Leben
Paul Schuster entstammte der rumäniendeutschen Minderheit der Siebenbürger Sachsen. Sein Vater war Besitzer eines Delikatessengeschäfts. Nachdem er am Brukenthal-Gymnasium in Hermannstadt das Abitur abgelegt hatte, ging Schuster 1949 nach Bukarest. Dort war er als junger Volontär tätig, später arbeitete er als fester Mitarbeiter in den Redaktionen der Tageszeitung „Neuer Weg“ und der Literaturzeitschrift „Neue Literatur“. In den 1950er Jahren war Schuster mit der rumänischen Schriftstellerin Ana Novac verheiratet.
1960 heiratete er die aus Siebenbürgen stammende Malerin Edith Gross. Aus dieser Ehe stammt sein Sohn Gad-Johannes Gross (25. Juni 1964 – 29. März 1991), ein Fotojournalist, der bei einem Kriegseinsatz im Nordirak von irakischen Soldaten erschossen wurde.
Seit Mitte der Fünfzigerjahre veröffentlichte er eigene Prosatexte in deutscher Sprache; sein bekanntestes Werk ist der zweibändige Roman Fünf Liter Zuika, der als Panorama der Geschichte der Siebenbürger Sachsen angelegt war und in Rumänien unvollendet blieb. 1968 wurde der Roman als erstes Werk eines deutschen Schriftstellers aus Rumänien im Westen auf der Frankfurter Buchmesse vorgestellt. Die Arbeit am dritten Band wurde erst nach dem Umzug nach Berlin 1972 möglich, jedoch nie beendet.
Am 15. November 1968 wurde Schuster in der konstituierenden Sitzung des Rats der Werktätigen deutscher Nationalität der Sozialistischen Republik Rumänien als Stellvertreter des Vorsitzenden Eduard Eisenburger gewählt. Zu weiteren Stellvertretern wurden Anton Breitenhofer, Richard Winter und Peter Lamoth gewählt. Während seiner Bukarester Zeit geriet Schuster immer wieder in engen Kontakt mit dem rumänischen Staatschef Nicolae Ceaușescu. Später unternahm er gezielt Versuche, die Autoren der späteren Aktionsgruppe Banat zu fördern. In Folge der ambivalenten Haltung Schusters kam es zum Zerwürfnis mit den jungen Autoren.
1971 wurde Schuster der Kultur-Verdienst-Orden 2. Klasse verliehen. 1972 folgte Schuster einer Einladung des Botschafters der Bundesrepublik Deutschland, Erwin Wickert, und der Bayerischen Akademie der Schönen Künste nach München, und kehrte daraufhin nicht mehr nach Rumänien zurück. Seitdem lebte Paul Schuster in der Bundesrepublik Deutschland.
Nachdem sich seine Lebensgefährtin Claire Foehn von ihm getrennt hatte, führte er zeitweise eine exzentrische Existenz. Er engagierte sich für die Belange der Roma und leitete diverse Schreibwerkstätten in Akademien, Volkshochschulen und Gefängnissen. In Deutschland entstand eine Vielzahl von Texten, von denen die meisten bisher unveröffentlicht sind. Daneben übersetzte er literarische Texte aus dem Rumänischen ins Deutsche, u. a. von Norman Manea.
Schuster wurde auf dem Städtischen Friedhof Stubenrauchstraße in Berlin-Friedenau beigesetzt.

## Werke
- Rübezahl und der Glaserjockl. Jugendverlag Bukarest und Verlag Neues Leben, Berlin/Bukarest 1954 (Theaterstück für Kinder)
- Bühnenspiele für die Jugend. Bukarest 1955
- Der Teufel und das Klosterfräulein. Jugendverlag Bukarest und Verlag Neues Leben, Berlin/Bukarest 1955 (Roman)
- Strahlenlose Sonne. Jugendverlag Bukarest und Verlag Neues Leben, Berlin/Bukarest 1957 (Novelle)
- 17 Ich – 1 Wir. Literaturverlag Bukarest, Bukarest 1965 (Anthologie „Junge deutsche Lyrik in Rumänien“)
- Alte Sachen, neue Brillen. Jugendverlag Bukarest, Bukarest  1959 (Erzählungen)
- Fünf Liter Zuika oder Die Verwirrungen, Schicksalsprüfungen und die allmähliche Erleuchtung des wenigerwohlhabenden Thomas Schieb aus Kleinsommersberg. Meridiane, Bukarest 1963, Band 2 1965
  - deutsch: Roman in sieben Teilen. Schiller, Hermannstadt/Bonn 2009
- Ikikusch – oder die Eroberung der Liebe. Neue Literatur, Bukarest 1966 (Roman über den Amazonenkrieg, Fragmente)
- Februarglut. Jugendverlag Bukarest 1967 (Roman; auch ins Rumänische übersetzt)
- Hermannstadt. Bukarest 1967 (Poetische Chronik; Fotos: Edmund Höfer)
- Die Geschichte vom Billardgott Lutz Schuster und der Hure Doda. Neue Literatur, Bukarest 1968
- Yoko und Tadashi. Jugendverlag Bukarest / Styria Verlag, Graz 1969 (Zirkusroman für Kinder)
- Brief an meinen Sohn Gad Johannes oder Das Matterhorn und das Steinchen im Schuh oder Rhapsodie auf einen genialen Billardspieler (= Neue Literatur; 4). Bukarest 1968
- Heilige Cäcilia. Edition Mariannenpresse, Berlin 1986,. ISBN 3-922510-33-7 / RIAS, Berlin 1986 (Novelle mit Zeichnungen von Pomona Zipser).
- Puzzeln im Königsschloß. NDR (Erzählungen)
- 12 + 1 Selbstmorde. NDR (Collage)
- Tanz mit Chiva. WDR (frei erzählt)
- Unter uns geschwiegen – Sauna in Sibirien. Kommunität / RIAS
- Wie ich zu meinem sagenhaften Vermögen gelangt bin. Litfass / Cosmopolitan / RIAS (Erzählung)
- Heidelberger Auslese, 2 Bände. Oktober 2001
- Huftritt. Aachen 2003

## Herausgeberschaft
- 17 Ich, 1 Wir, Bukarest 1965
- Reinhard Gehret: Maikäferlikör, Berlin 1992

## Übersetzungen
- Tudor Arghezi: Ketzerbeichte, Berlin 1968
- Mihai Beniuc: Verwandlung eines Unscheinbaren, Berlin 1970
- Teofil Bușecan: Vetternwirtschaft, Bukarest 1962
- Panaït Istrati: Werkausgabe, Frankfurt am Main
  - 12. Leben des Adrian Zograffi 1: Das Haus Thüringer, 1990
  - 13. Leben des Adrian Zograffi 2: Das Stellenvermittlungsbüro, 1991
  - 14. Leben des Adrian Zograffi 3: Mittelmeer, 1993
- Gica Iuteṣ: Die Leute von Crisanta, Bukarest 1962
- Norman Manea: Fenster zur Arbeiterklasse, Göttingen 1989
- Norman Manea: Der schwarze Briefumschlag, München [u. a.] 1995
- Norman Manea: Über Clowns, München [u. a.] 1998
- Gib Mihăescu: Donna Alba, Bukarest 1971
- Liviu Rebreanu: Mitgift, Berlin 1969
- Alexandru Șahighian: Der goldene Helm, Bukarest 1964
- Zaharia Stancu: Frühlingsgewitter, Bukarest 1962